# Stazione meteorologica di Catania Sigonella
La stazione meteorologica di Catania Sigonella è la stazione meteorologica di riferimento per il Servizio meteorologico dell'Aeronautica Militare e per l'Organizzazione meteorologica mondiale, relativa alla parte meridionale della Piana di Catania.

## Caratteristiche

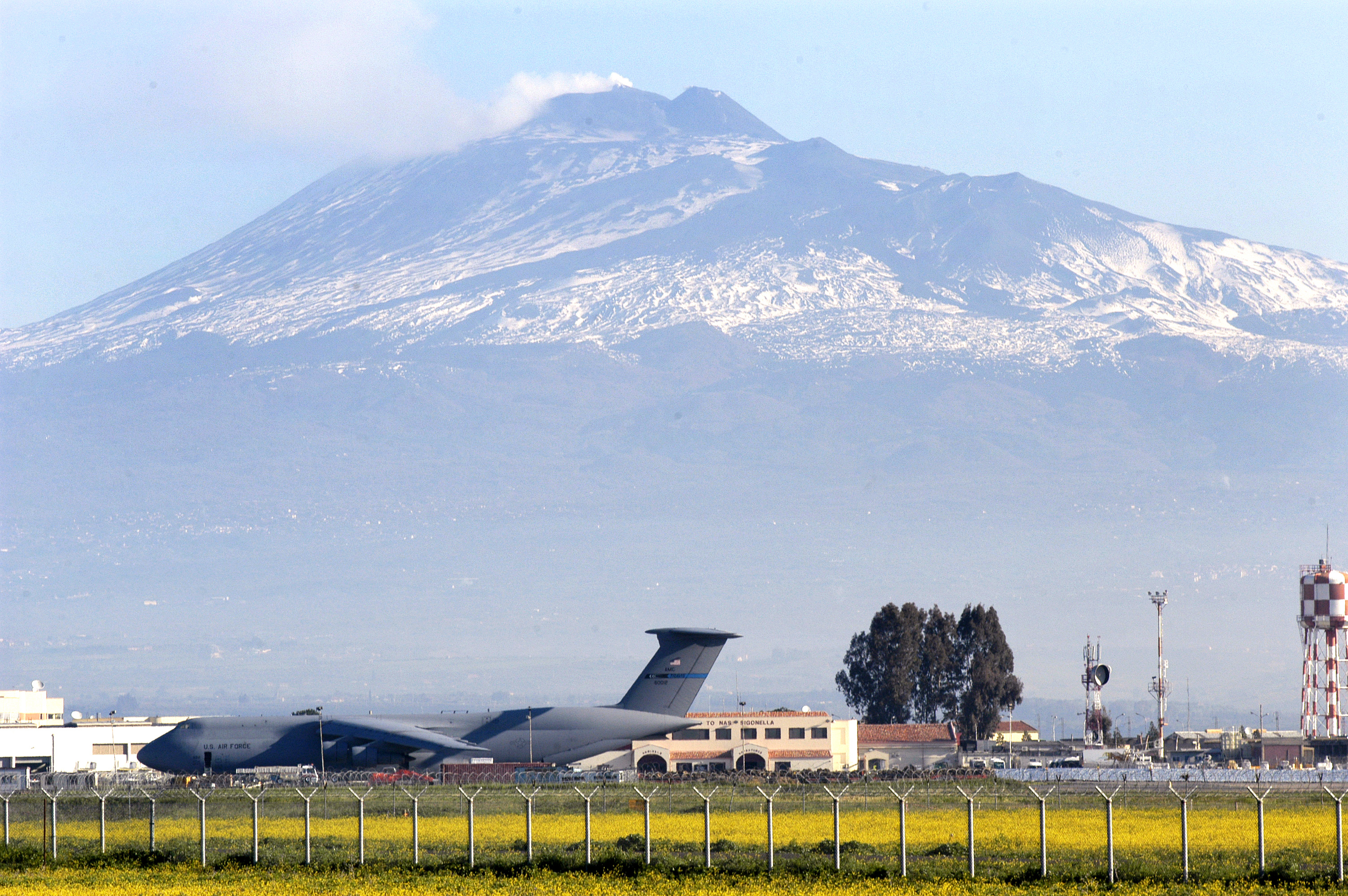
Veduta dell'area di ubicazione della stazione meteorologica.

La stazione meteorologica si trova nell'Italia insulare, in Sicilia, nella Piana di Catania, in provincia di Siracusa, nel comune di Lentini, presso la base aerea di Sigonella, a 22 metri s.l.m. e alle coordinate geografiche 37°24′19.91″N 14°55′07.65″E. Pur non trovandosi, né nel comune né in provincia, la stazione meteorologica porta con sé la denominazione Catania.
Attiva 24 ore su 24, è un punto di riferimento per l'assistenza alla navigazione aerea, oltre ad effettuare osservazioni orarie su stato del cielo (nuvolosità in chiaro) e su temperatura, precipitazioni, umidità relativa, pressione atmosferica con valore normalizzato al livello del mare, direzione e velocità del vento.
Nella medesima area di ubicazione si trova anche una seconda stazione meteorologica con codice WMO 164594 e codice ICAO KQNS di gestione statunitense, i cui dati sono tuttora reperibili fino al 2003 nel GSOD del NOAA.

## Medie climatiche ufficiali

### Dati climatologici 1971-2000
In base alle medie climatiche del periodo 1971-2000, la temperatura media del mese più freddo, gennaio, è di +10,5 °C, mentre quella del mese più caldo, agosto, è di +26,6 °C; mediamente si contano 5 giorni di gelo all'anno e 90 giorni con temperatura massima uguale o superiore ai +30 °C. I valori estremi di temperatura registrati nel medesimo trentennio sono i -3,2 °C del gennaio 1981 e i +45,4 °C del luglio 1998.
Le precipitazioni medie annue si attestano intorno a 447 mm, mediamente distribuite in 51 giorni di pioggia, con minimo in estate, picco massimo in inverno.
L'umidità relativa media annua fa registrare il valore di 68,4 % con minimo di 61 % ad luglio e massimo di 74 % a dicembre; mediamente si contano 9 giorni di nebbia all'anno.
Di seguito è riportata la tabella con le medie climatiche e i valori massimi e minimi assoluti registrati nel trantennio 1971-2000 e pubblicati nell'Atlante Climatico d'Italia del Servizio meteorologico dell'Aeronautica Militare relativo al medesimo trentennio.
| Catania Sigonella (1971-2000)   | Mesi        | Mesi        | Mesi        | Mesi        | Mesi        | Mesi        | Mesi        | Mesi        | Mesi        | Mesi        | Mesi        | Mesi        | Stagioni | Stagioni | Stagioni | Stagioni | Anno  |
| Catania Sigonella (1971-2000)   | Gen         | Feb         | Mar         | Apr         | Mag         | Giu         | Lug         | Ago         | Set         | Ott         | Nov         | Dic         | Inv      | Pri      | Est      | Aut      | Anno  |
| ------------------------------- | ----------- | ----------- | ----------- | ----------- | ----------- | ----------- | ----------- | ----------- | ----------- | ----------- | ----------- | ----------- | -------- | -------- | -------- | -------- | ----- |
| T. max. media (°C)              | 15,5        | 16,1        | 18,0        | 20,6        | 25,2        | 30,0        | 33,1        | 33,3        | 29,8        | 24,9        | 20,1        | 16,5        | 16,0     | 21,3     | 32,1     | 24,9     | 23,6  |
| T. media (°C)                   | 10,4        | 10,8        | 12,2        | 14,4        | 18,6        | 23,2        | 26,1        | 26,6        | 23,7        | 19,4        | 14,9        | 11,6        | 10,9     | 15,1     | 25,3     | 19,3     | 17,7  |
| T. min. media (°C)              | 5,4         | 5,4         | 6,3         | 8,2         | 12,0        | 16,4        | 19,0        | 19,9        | 17,6        | 13,9        | 9,6         | 6,6         | 5,8      | 8,8      | 18,4     | 13,7     | 11,7  |
| T. max. assoluta (°C)           | 25,2 (1988) | 25,2 (1977) | 27,0 (1993) | 34,4 (1985) | 38,4 (1994) | 42,6 (1982) | 45,4 (1998) | 45,0 (1999) | 40,8 (1990) | 38,0 (1999) | 28,0 (1977) | 25,0 (1989) | 25,2     | 38,4     | 45,4     | 40,8     | 45,4  |
| T. min. assoluta (°C)           | −3,2 (1981) | −3,0 (1999) | −3,0 (1987) | 0,4 (2000)  | 4,8 (1979)  | 8,4 (1980)  | 12,2 (1992) | 14,4 (1972) | 10,0 (1971) | 4,4 (1972)  | 0,0 (1995)  | −1,0 (1998) | −3,2     | −3,0     | 8,4      | 0,0      | −3,2  |
| Giorni di calura (Tmax ≥ 30 °C) | 0,0         | 0,0         | 0,0         | 0,0         | 2,9         | 14,7        | 27,2        | 28,2        | 14,8        | 1,9         | 0,0         | 0,0         | 0,0      | 2,9      | 70,1     | 16,7     | 89,7  |
| Giorni di gelo (Tmin ≤ 0 °C)    | 1,5         | 0,8         | 0,5         | 0,0         | 0,0         | 0,0         | 0,0         | 0,0         | 0,0         | 0,0         | 0,0         | 0,5         | 2,8      | 0,5      | 0,0      | 0,0      | 3,3   |
| Precipitazioni (mm)             | 64,2        | 43,7        | 31,6        | 24,7        | 21,7        | 8,7         | 5,7         | 13,1        | 31,4        | 62,7        | 66,0        | 73,0        | 180,9    | 78,0     | 27,5     | 160,1    | 446,5 |
| Giorni di pioggia               | 6,1         | 5,8         | 5,0         | 4,8         | 3,2         | 1,2         | 0,6         | 1,9         | 3,6         | 5,4         | 5,9         | 7,2         | 19,1     | 13,0     | 3,7      | 14,9     | 50,7  |
| Giorni di nebbia                | 1,2         | 1,1         | 1,4         | 0,6         | 0,8         | 0,1         | 0,1         | 0,2         | 0,2         | 1,1         | 1,8         | 1,3         | 3,6      | 2,8      | 0,4      | 3,1      | 9,9   |
| Umidità relativa media (%)      | 73          | 71          | 70          | 69          | 67          | 63          | 61          | 63          | 67          | 70          | 73          | 74          | 72,7     | 68,7     | 62,3     | 70       | 68,4  |

### Dati climatologici 1961-1990
In base alla media trentennale di riferimento (1961-1990) per l'Organizzazione meteorologica mondiale, la temperatura media del mese più freddo, gennaio, si attesta a +10,4 °C; quella del mese più caldo, agosto, è di +26,2 °C. Da segnalare, la temperatura massima media annua, superiore ai +23 °C, che costituisce il valore più elevato di questo parametro nell'intero territorio nazionale italiano. Nel medesimo trentennio, la temperatura minima assoluta ha toccato i -5,6 °C nel febbraio 1962 (media delle minime assolute annue di -1,5 °C), mentre la massima assoluta ha fatto registrare i +46,7 °C nel luglio 1962 (media delle massime assolute annue di +41,0 °C).
La nuvolosità media annua si attesta a 3 okta giornalieri, con minimo di 1 okta giornaliero a luglio e massimi di 4,1 okta giornalieri a gennaio e a febbraio.
Le precipitazioni medie annue sono scarse, appena inferiori ai 450 mm, distribuite mediamente in 50 giorni, con marcato minimo estivo, moderato picco autunnale e massimo secondario in inverno.
L'umidità relativa media annua fa registrare il valore di 68,8% con minimo di 60% a luglio e massimo di 75% a novembre.
Il vento presenta una velocità media annua di 4,9 m/s, con minimo di 4,4 m/s a novembre e massimo di 5,3 m/s a giugno; le direzioni prevalenti sono di ponente tra ottobre ed aprile e di levante tra maggio e settembre.
| Catania Sigonella (1961-1990) | Mesi        | Mesi        | Mesi        | Mesi        | Mesi        | Mesi        | Mesi        | Mesi        | Mesi        | Mesi        | Mesi        | Mesi        | Stagioni | Stagioni | Stagioni | Stagioni | Anno  |
| Catania Sigonella (1961-1990) | Gen         | Feb         | Mar         | Apr         | Mag         | Giu         | Lug         | Ago         | Set         | Ott         | Nov         | Dic         | Inv      | Pri      | Est      | Aut      | Anno  |
| ----------------------------- | ----------- | ----------- | ----------- | ----------- | ----------- | ----------- | ----------- | ----------- | ----------- | ----------- | ----------- | ----------- | -------- | -------- | -------- | -------- | ----- |
| T. max. media (°C)            | 15,5        | 16,3        | 18,0        | 20,7        | 25,3        | 29,9        | 33,2        | 33,1        | 29,7        | 24,7        | 20,3        | 16,6        | 16,1     | 21,3     | 32,1     | 24,9     | 23,6  |
| T. min. media (°C)            | 5,2         | 5,4         | 6,3         | 8,1         | 11,6        | 15,9        | 18,8        | 19,3        | 17,1        | 13,6        | 9,5         | 6,6         | 5,7      | 8,7      | 18,0     | 13,4     | 11,4  |
| T. max. assoluta (°C)         | 25,2 (1988) | 25,6 (1966) | 29,0 (1970) | 34,4 (1985) | 37,8 (1988) | 42,6 (1982) | 46,7 (1962) | 43,4 (1987) | 40,8 (1990) | 35,0 (1964) | 29,0 (1965) | 25,0 (1989) | 25,6     | 37,8     | 46,7     | 40,8     | 46,7  |
| T. min. assoluta (°C)         | −4,8 (1966) | −5,6 (1962) | −3,2 (1968) | 0,0 (1966)  | 3,0 (1970)  | 8,4 (1980)  | 11,6 (1969) | 13,8 (1966) | 10,0 (1971) | 4,0 (1964)  | −1,1 (1963) | −2,2 (1966) | −5,6     | −3,2     | 8,4      | −1,1     | −5,6  |
| Nuvolosità (okta al giorno)   | 4,1         | 4,1         | 4,0         | 3,7         | 3,0         | 1,9         | 1,0         | 1,3         | 2,3         | 3,4         | 3,7         | 3,9         | 4,0      | 3,6      | 1,4      | 3,1      | 3,0   |
| Precipitazioni (mm)           | 58,5        | 47,0        | 30,2        | 35,5        | 22,8        | 6,1         | 2,4         | 13,8        | 37,1        | 74,8        | 48,5        | 68,1        | 173,6    | 88,5     | 22,3     | 160,4    | 444,8 |
| Giorni di pioggia             | 6           | 6           | 5           | 5           | 3           | 1           | 1           | 2           | 3           | 6           | 5           | 7           | 19       | 13       | 4        | 14       | 50    |
| Umidità relativa media (%)    | 72          | 72          | 71          | 69          | 69          | 63          | 60          | 63          | 67          | 71          | 75          | 74          | 72,7     | 69,7     | 62       | 71       | 68,8  |
| Vento (direzione-m/s)         | W 4,7       | W 5,0       | W 5,0       | W 5,0       | E 5,1       | E 5,3       | E 5,2       | E 5,0       | E 4,7       | W 4,5       | W 4,4       | W 4,7       | 4,8      | 5,0      | 5,2      | 4,5      | 4,9   |

## Valori estremi

### Temperature estreme mensili dal 1960 ad oggi
Nella tabella sottostante sono riportate le temperature massime e minime assolute mensili, stagionali ed annuali dal 1960 ad oggi, con il relativo anno in cui si queste si sono registrate. La massima assoluta del quarantennio esaminato di +46,7 °C risale al luglio 1962, mentre la minima assoluta di -5,6 °C è del febbraio 1962.
| Catania Sigonella (1960-2023) | Mesi        | Mesi        | Mesi        | Mesi        | Mesi        | Mesi        | Mesi        | Mesi        | Mesi        | Mesi        | Mesi        | Mesi        | Stagioni | Stagioni | Stagioni | Stagioni | Anno |
| Catania Sigonella (1960-2023) | Gen         | Feb         | Mar         | Apr         | Mag         | Giu         | Lug         | Ago         | Set         | Ott         | Nov         | Dic         | Inv      | Pri      | Est      | Aut      | Anno |
| ----------------------------- | ----------- | ----------- | ----------- | ----------- | ----------- | ----------- | ----------- | ----------- | ----------- | ----------- | ----------- | ----------- | -------- | -------- | -------- | -------- | ---- |
| T. max. assoluta (°C)         | 25,2 (1988) | 26,0 (2014) | 34,4 (2001) | 34,4 (1985) | 38,4 (1994) | 44,2 (2007) | 46,7 (1962) | 45,0 (1999) | 41,0 (2015) | 38,0 (1999) | 30,6 (1960) | 27,2 (2010) | 27,2     | 38,4     | 46,7     | 41,0     | 46,7 |
| T. min. assoluta (°C)         | −4,8 (1966) | −5,6 (1962) | −3,2 (1968) | 0,0 (1966)  | 3,0 (1970)  | 8,4 (1969)  | 11,6 (1969) | 13,8 (1989) | 10,0 (1971) | 4,0 (1964)  | −1,1 (1963) | −2,2 (2001) | −5,6     | −3,2     | 8,4      | −1,1     | −5,6 |